# Le Thillot
Le Thillot – miejscowość i gmina we Francji, w regionie Grand Est, w departamencie Wogezy.
Według danych na rok 1990 gminę zamieszkiwało 4 246 osób, a gęstość zaludnienia wynosiła 280 osób/km² (wśród 2335 gmin Lotaryngii Le Thillot plasuje się na 100. miejscu pod względem liczby ludności, natomiast pod względem powierzchni na miejscu 334.).